# Jamal Laabidi
Jamal Laabidi (ur. 16 czerwca 1985) – marokański piłkarz, grający jako pomocnik. W 2016 roku został wolnym graczem.

## Kariera klubowa
Zaczynał w Hassanii Agadir.
W sezonie 2011/2012 (pierwszym w bazie Transfermarkt) zagrał 12 meczów i raz asystował.
W sezonie 2012/2013 rozegrał 22 mecze i również miał jedną asystę.
Sezon 2013/2014 zakończył z 19 meczami, trzema bramkami i czterema asystami.
W sezonie 2014/2015 miał okazję zagrać 19 razy, strzelił trzy gole i raz asystował.
W sezonie 2015/2016 zagrał 9 meczów, strzelił gola i zaliczył jedno ostatnie podanie.